# Ansgar Schoppmeyer
Ansgar Schoppmeyer (* 28. Juni 1857 in Berlin; † 31. Oktober 1922 ebenda) war ein deutscher Maler, Buchgestalter und Typograph. Er war als Privatdozent für die Geschichte der europäischen Schrift und der künstlerischen Buchausstattung an der Königlich Technischen Hochschule zu Berlin tätig.

## Leben
Nach einer Lehre als Buchhändler, die sein Interesse für Schrift und Buchschmuck weckte, studierte Schoppmeyer von 1879 bis 1884 an der Königlichen Kunstgewerbemuseum. Er bildete sich auf Studienreisen, durch das Studium in Bibliotheken oder Klöstern und Sammlungen fort und vertiefte seine Kenntnisse der Techniken aus früheren Jahrhunderten. 1884 wurde er dort für 18 Jahre Leiter einer Klasse für Schriftzeichnen am Königlichen Kunstgewerbemuseum. Parallel dazu studierte er an der Universität Berlin Kunstgeschichte und Paläographie. 1892 habilitierte er sich als Privatdozent an der Königlich Technischen Hochschule Charlottenburg, die ihm 1907 auch den Professorentitel verlieh. Er lehrte dort technische Typographie und Schriftgeschichte. Zahlreiche seiner Werke befinden sich im Deutschen Buch- und Schriftmuseum in Leipzig.
Er unterschrieb 1914 die Erklärung der Hochschullehrer des Deutschen Reiches, die den Ersten Weltkrieg als Verteidigungskampf deutscher Kultur verteidigte.

## Veröffentlichungen (Auswahl)
Zu seinen Werken gehören Zeichnungen zu Schriftformen für Schriftgießereien oder stilgerechten Monumentalinschriften für Denkmäler, die Gestaltung von Titelblättern und Buchschmuck in Malerei oder Federzeichnung mit einfachen oder reich ausgeschmückten Initialen und Ornamenten. Er fertigte zudem Diplomeurkunden mit prunkvollen Ornamenten und Reliefvergoldung sowie gemalte Ansichten von Architektur und Landschaften oder Wappen.
- Schriftvorlagen für das Kunstgewerbe: sechzig Tafeln,. W. Schultz-Engelhard, Berlin 1895 (digital.slub-dresden.de – Herausgegeben im Auftrag der Generalverwaltung der Königlichen Museen).
- Die Schrift im Buchdruck. In: Archiv für Buchgewerbe. Begründet von Alexander Waldow. Band 38, Heft 8. Verlag des Deutschen Buchgewerbevereins, Leipzig 1901, S. 297–299 (Textarchiv – Internet Archive).
- Die Schrift im graphischen Kunstgewerbe. In: Monatshefte für graphisches Kunstgewerbe. 4. Jahrgang, Heft 5, 9 und 12. Flemming, Glogau 1906, S. 171–174, 267–269, 346–347.

## Auszeichnungen
- Chicagoer Medaille für eine vom Fürsten Bismarck ausgestellte Adresse (Die Adresse Berliner Bürger an den Fürsten Bismarck[3])
- 1900 eine silberne Medaille in Paris für 10 Probetafeln seiner Miniaturensammlung